# منیفارمز (آریزونا)
منیفارمز (به انگلیسی: Many Farms) یک منطقهٔ مسکونی در ایالات متحده آمریکا است که در شهرستان آپاچی، آریزونا واقع شده‌است. منیفارمز ۲۱٫۱۸ کیلومتر مربع مساحت و ۱٬۴۲۶ نفر جمعیت دارد و ۱٬۶۱۸ متر بالاتر از سطح دریا واقع شده‌است.